# Niederandepen
Der ehemalige Ort Niederandepen lag zwischen den noch heute bestehenden Dörfern Hegensdorf und Keddinghausen, an den unteren Ausläufern des Okentals in der Nähe der Kreisstraße L 549. Heute erinnert ein Findling an den untergegangenen Ort.

## Geschichte
Niederandepen wurde Anfang des 11. Jahrhunderts erstmals urkundlich erwähnt. Im Jahr 1385 planten die Edelherren von Büren eine Graben-Wallanlage, die jedoch nicht errichtet wurde. Der Ort fiel im Spätmittelalter wüst und wurde daraufhin von seinen Bewohnern verlassen. Es war die Zeit der Fehden und erbitterter Kleinkriege zwischen verfeindeten Parteien. Hier sind besonders die Eversteiner Fehde (1403–1407) und die Soester Fehde (1444–1449) zu nennen. Immer wieder zogen Räuberbanden und Söldnerheere plündernd und mordend durch das Land, denen viele unschuldige Bauern zum Opfer fielen. Diese suchten Schutz in den nahegelegenen Städten, die zumeist von einer Burg und Stadtmauer gesichert waren, und kehrten oftmals nicht in ihr Heimatdorf zurück. Von der Bevölkerung verlassene Orte werden als Wüstung bezeichnet, sie fielen wüst.